# Lorenzo Lippi

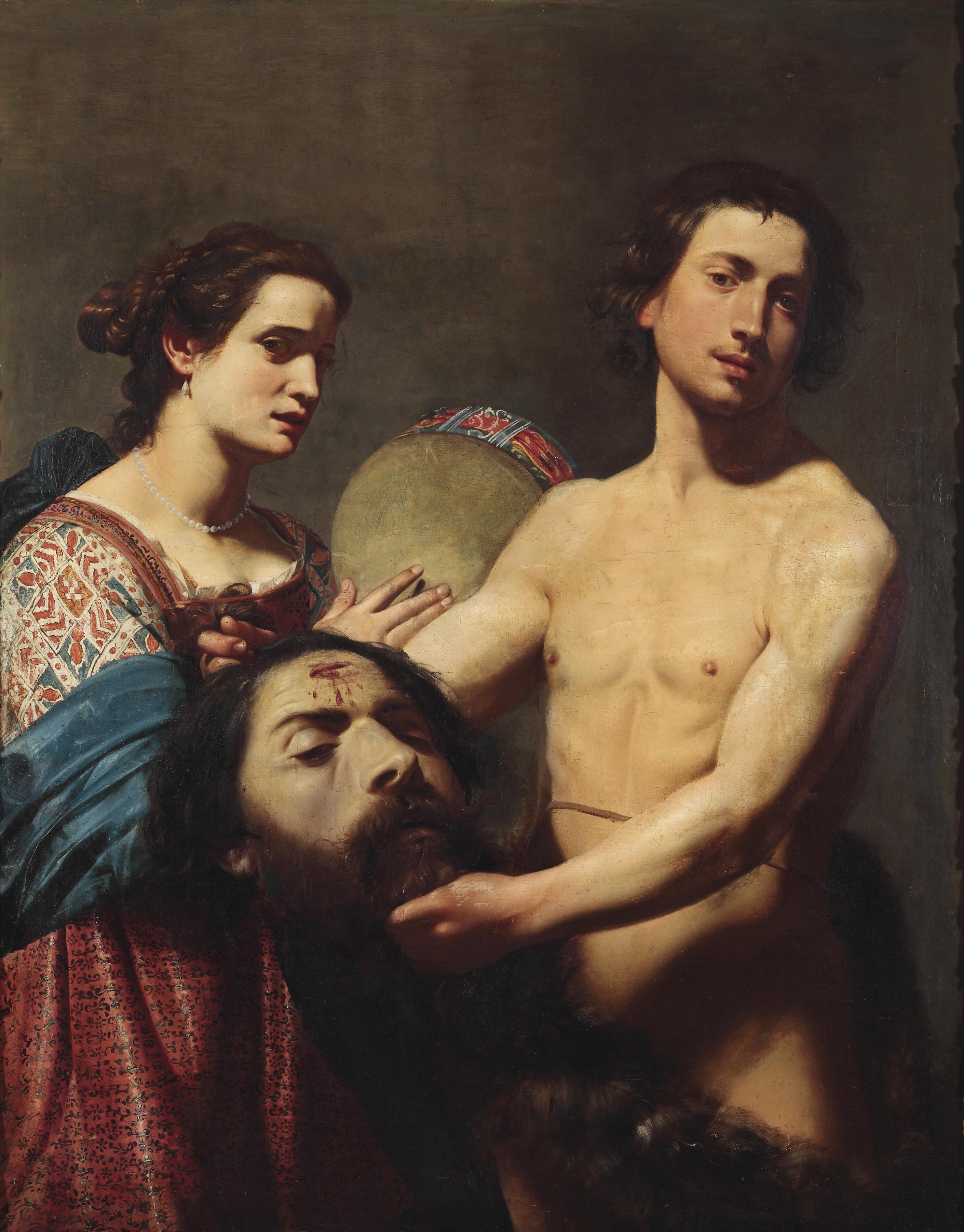
David s Goliášovou hlavou, soukromá sbírka

Lorenzo Lippi (3. května 1606, Florencie – 15. dubna 1665 Florencie) byl italský barokní malíř a básník.

## Život
Patřil k žákům Mattea Rosselliho, byl ale také velmi silně ovlivněn Santim di Tito, na jehož styl přírodního zobrazováni postav se velmi silně zaměřoval. Ve čtyřiceti se oženil Elisabettou, dcerou zámožného sochaře Gianfrancesca Susiniho. Kromě pobytu v Innsbrucku (1647–1649), kde působil jako dvorní malíř na pozvání Klaudie Medicejské, strávil svůj život ve Florencii. Ve svém innsbruckém období vytvořil parodii Il Malmantile racquistato pod pseudonymem Perlone Zipoli. Budoucí generace oceňovali zejména celou jeho malou básnickou tvorbu.

## Dílo
- Jakub u studny, plátno 232 × 342 cm, Galeria Pitti, Florencie
- Davidovo vítězství, plátno 232 × 342 cm, Galeria Pitti, Florencie
- Ukřižování Krista, 1647, plátno 362 × 191 cm, Museo di S. Marco, Benátky
- Lot a jeho dcery, plátno 127 × 164 cm, Collezione Ferroni Verona
- Alegorie hudby, plátno 86 × 72 cm, Řím
- Kristus a samaritánka, 1644, plátno 186 × 176 cm, Kunsthistorisches Museum Vídeň
- Boží Trojice, 1665, oltářní obraz v opatství Vallombrosa

## Galerie

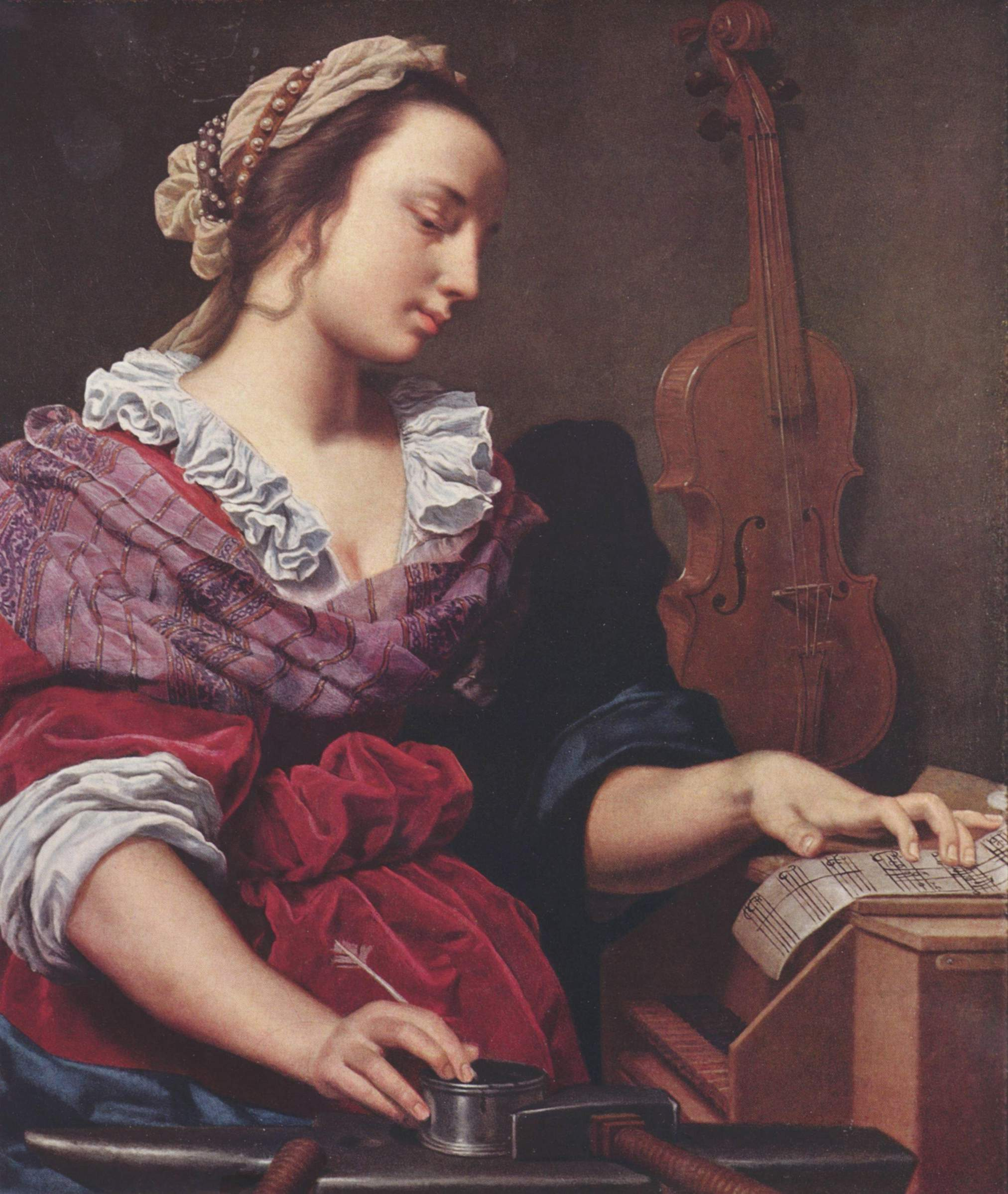
Alegorie hudby
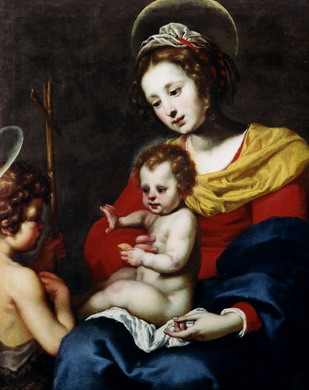
Madona s Ježíškem a sv. Janem
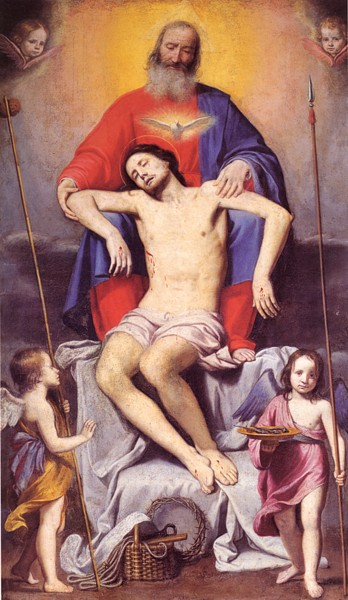
Boží Trojice
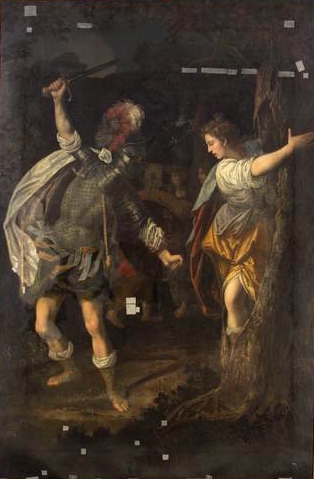
Rinaldo v očarovaném lese (Dílna Lorenza Lippiho)